# Giornata dell'Antartide
La Giornata dell'Antartide (Antarctica Day) è una ricorrenza internazionale che si celebra il primo dicembre per celebrare la firma del Trattato Antartico; questa è una delle due principali festività antartiche insieme al più tradizionale Midwinter Day. Il trattato venne firmato nel 1959 ed entrò in vigore nel 1961; venne sottoscritto all'epoca da dodici nazioni che divennero nel tempo 54, al fine di preservare l'intero continente come una riserva naturale e per la ricerca scientifica sospendendo tutte le rivendicazioni territoriali.

## Storia
La giornata venne istituita nel 2010 dalla Foundation for the Good Governance of International Spaces in occasione del 50º anniversario della firma del trattati al fine di evidenziare l'importanza della cooperazione internazionale. Nella giornata le diverse organizzazioni scientifiche internazionali che si occupano di Antartide organizzano diversi eventi come, ad esempio, incontri di divulgazione scientifica sulle aree polari.